# St. Clair (Ontario)
St. Clair è un comune del Canada, situato nella provincia dell'Ontario, nella contea di Lambton.